# LAST SCENE (愛内里菜のアルバム)
『LAST SCENE』（ラスト・シーン）は、日本の歌手・愛内里菜が2010年9月15日にGIZA studioから発売した8枚目のオリジナルアルバムである。

## 概要
- 歌手活動からの引退を発表したため、今作が事実上のラストアルバムである。
- 前作、前々作に続き複数形態（初回限定盤、通常盤）での発売となる。
- 初回限定版は、「DOCUMENT OF THE LAST SCENE」と題したドキュメント映像収録のDVD付。
- 封入広告で、RINA AIUCHI PREMIER BOX 2000-2010が今冬に発売されることが予告された。
- Tr.30にシークレットトラックが収録されている。Tr.13〜Tr.29はダミートラックとなっていて合計7分31秒と誕生日と同じにされている。そして自身の当時の年齢（30歳）としてTrは30となっている。これは当時のマネージャーによる配慮であった。

## 収録曲
1. Prologue
  - 作詞：愛内里菜　作曲：大野愛果　編曲：石井健太郎
2. GOOD DAYS
  - 配信限定シングル第1弾。
  - 作詞：愛内里菜　作曲：後藤康二　編曲：石井健太郎
3. Sing a Song
  - 配信限定シングル第2弾。
  - 作詞：愛内里菜　作曲：大野愛果　編曲：葉山たけし
4. MERRY-GO-ROUND
  - 作詞：愛内里菜　作曲：石井健太郎　編曲：葉山たけし
5. Love me
  - 作詞：愛内里菜　作曲：JOE MIN SUNG/SHIN HWAN HEE　編曲：小林哲
6. TIME
  - 作詞：愛内里菜　作曲：石井健太郎　編曲：小澤正澄
  - デモテープを聞いた際、他に変わる曲は無いと思い、関係者に欲しいと要望した曲。
  - Rとして再始動後に、作曲担当から知らされた事だったが、作曲当初のデモテープは土屋アンナさん用だった曲。
7. Priority
  - 作詞：愛内里菜　作曲：石井健太郎　編曲：葉山たけし
  - 1番葛藤に向かい合ってた時の事を書いた歌詞。自分の壁をどうやって壊して突き進んで行くかを歌った曲。
8. HANABI
  - 32ndシングル
  - 作詞：愛内里菜　作曲：大野愛果　編曲：石井健太郎
9. IN MY SHOES
  - 作詞：愛内里菜　作曲：平賀貴大　編曲：長谷川哲史
  - 自分の歩いてきた道を振り返るような歌詞となっている
10. 37℃
  - 作詞：愛内里菜　作曲：伊吹隆章　編曲：小林哲
  - 曲のタイトルはライブでの自分とファンの体温を意味している
11. LAST SCENE
  - 作詞：愛内里菜　作曲：SILVER STREAM　編曲：田尻尋一
12. C・LOVE・R
  - 配信限定シングル第3弾。
  - 作詞：愛内里菜　作曲・編曲：石井健太郎
13. 〜 29. (※ダミートラック)
14. Epilogue (※シークレット・トラック)
  - 作詞：愛内里菜　作曲・編曲：石井健太郎

## 参加ミュージシャン
- 愛内里菜：Vocal (#ALL)
- 石井健太郎：Piano (#1,8)、Chorus (#12)
- 田中竜夫：Guitar (#2,8)
- 岡崎雪：Chorus (#2,6,10,12)
- 葉山たけし：Guitar & Bass (#3,4,7)
- 大楠雄蔵：Electric Piano & Organ (#3)
- 大野愛果：Chorus (#3,8,11)
- 大賀好修：Guitar (#5,9,10,11)
- 小澤正澄：Guitar & Bass (#6)
- Shiho：Chorus (#7)
- 平賀貴大：Chorus (#9)
- 望月由絵：Chorus (#9)
- 浜崎アヤカ：Chorus (#9)
- 帝塚山チルドレンズコーラス：Chorus (#12)